# صك التملك المحمول

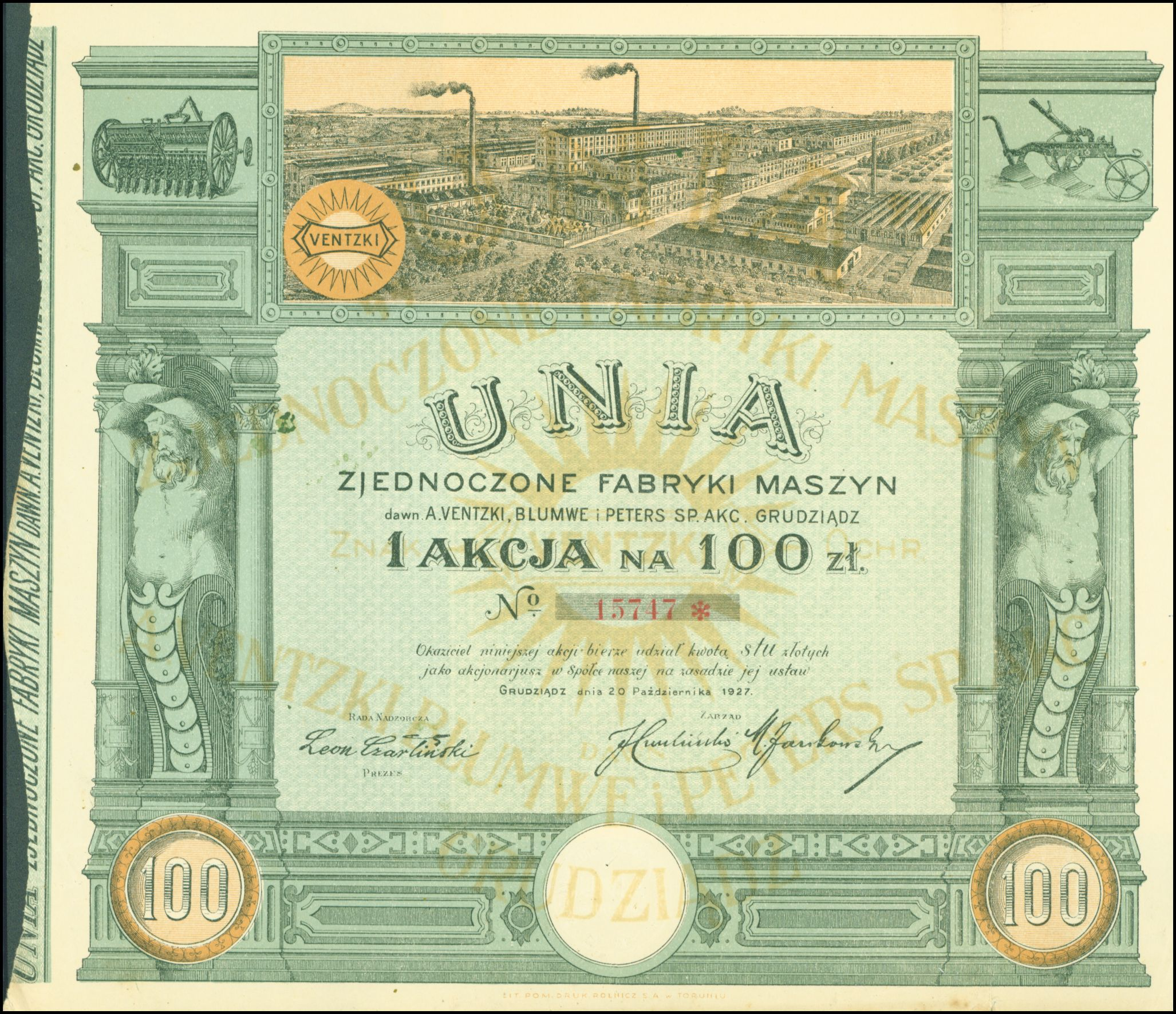

صك التملك المحمول هي وثيقة قانونية تعطي حاملها حق التملك أو مجموعة أخرى من الحقوق المشار اليها في الصك والسندات. على عكس وثائق الملكية المسجلة، هذا النوع من الوثائق غير موجود في السجلات سواءً للمالك الأصلي أو لعقود تحويل ملكيته، ما يعطي المالك صلاحية التعامل مع هذه الملكية بطريقة لا تكشف عن هويته. يُعتبر أي شخص يحمل هذه الوثيقة المالك الشرعي للملكية، وما يتبعها من حقوق.
تُستخدم صكوك التملك بكثرة بين اوساط المستثمرين ومسؤولي الشركات الكبرى الذين يريدون ابقاء هوياتهم مجهولة. خُتم تقرير مؤسسة التعاون الاقتصادي والتنمية في 2003 قائلًا إن استخدام صكوك التملك «هو أهم وأكثر طريقة مستخدمة لحماية هوية المالك». إن امتلاك صك تملك على هيئته الورقية يعطي أحقية امتلاك الشركة، والذي بدوره يعني امتلاك الأصول. لا يوجد حاجة للتبليغ عن نقل صك التملك من شخص إلى آخر ولا تطلب كل السلطات القضائية تسجيل الرقم المتسلسل الخاص بالصك.
لكن تحديد الملكية في حالة فقدان أو سرقة الصك صعب للغاية. الموقع القانوني للملكية هو المكان الذي توجد فيه الوثيقة. يمكن استخدام صك التملك المحمول في سلطات قضائية لمناطق محددة لتلافي دفع ضرائب نقل الملكية، لكن من الممكن أن يُحمل المالك ضرائب عند إصدار الصك.
في الولايات المتحدة الأمريكية، تحت قانون التجارة الموحد، يمكن إصدار ورقة تفاوض (كالشيك أو السندات الأذنية) والتي يمكن استبدالها بالمال، ويمكن للشخص الذي يستلم المال (والمكتوب اسمه في خانة “الدفع إلى") أن يُحول هذا السند بعد توقيعه على الظهر إلى صك تملك محمول. على الرغم من وجود القانون مشرع لتلك الحالة لكن في الحياة العملية الكثير من التجار والمؤسسات المالية لن تدفع مستحقات الشيك لأي شخص يحمله ما لم يكن اسمه مكتوبًا في خانة "الدفع إلى".
الأسهم المحمولة ممنوعة قانونيًا في بعض الدول، لأنها تتيح لصاحبها القدرة على الاستغلال كالتهرب من الضرائب وغسيل الأموال. أنهت الولايات المتحدة القطع على الضرائب الفدرالية للفوائد المدفوعة على السندات المحمولة في 1984.

## تاريخ
كانت أول السندات المحمولة في كل الدول تقريبًا هي العملة الورقية، لاحقًا، بسبب احتكار إصدار العملة النقدية بواسطة مصرف أو مجموعة من المصارف (عادةً ما تكون حكومية)، صيغة السندات المحمولة بدأت بالتغير وقبول سندات مُلزِمة قصيرة المدى لقروض بنكية (شهادات، وصولات، بطاقات) وسندات طويلة المدى مُلزِمة لقروض بنكية. مع تطوير شركات المساهمة المشتركة على شكل سندات مالية محمولة وأسهم. تاريخيًا، أول سهم مُسجل كان سهم محمول. كان وجودها مرتبطًا بتطوير سوق الأسهم.
ظهور أول شركة مساهمة يرجع إلى بدايات القرن السابع عشر: شركة شرق الهند الإنكليزية المشهورة في عام 1613 وشركة شرق الهند الهولندية عام 1602. كانت أسهم هذه الشركات مسجلة. ظهرت أول أسهم محمولة بعد تشريع قانون جون في فرنسا عام 1717. بموجب مرسوم ملكي قانون جون أعطى حق تأسيس مصارف أسهم مشتركة برأس مال محدد وهو 6 ملايين فرنك، مقسم إلى 1200 سهم كل سهم يساوي 5000 فرنك ولكل مساهم حق إصدار عملة نقدية. في أغسطس عام 1717، ظهر قانون جديد سمح بإنشاء شركة مساهمة جديدة، كشركة مسيسيبي، مع رأس مال ثابت بقدر 100 مليون، مقسم على 200000 سهم لاستعمار البلدان التي تقع على ضفاف النهر. كانت أسهم البنك، واسهم الشركة محمولة.
كانت المنشآت المرتبطة بالأسهم محمولة الملكية (سهولة النقل، التدوير في التبديل، إثبات الملكية) ذات قيمة ومطبقة بشكل كبير في الشركات المساهمة المشتركة، لكن مع هذه الفوائد، بدأت مخاطر استخدام هذه السندات بالظهور: كمثال على ذلك، استخدامها في العاب التبادل، سيطرت حُمّى سوق الأسهم على عدد كبير من الناس، انتهت وبعد فترة وجيزة بالفشل: أصبح مالكو هذه الأسهم الذين نظروا إلى أنفسهم على أنهم يملكون رؤوس أموال كبيرة، فارغي الأيدي لا يملكون سوى ورقة لا تساوي شيئًا.
على الرغم من هذه التجربة سيئة الحظ، أصبح هذا النوع من المشاركة في سوق الأسهم من خلال امتلاك أوراق ثبوتية كأسهم تملك محمولة منتشرًا في أوروبا. هناك فكرة تقول إن أسهم التملك المحمولة هي إحدى الاختراعات الخارجية بهدف اخفاء المعلومات عن المالك الحقيقي للشركة.  مع كل ما سبق، تبقى هذه الاداة مع نجاحها أو فشلها أداةً فعالة لأكثر من قرن.

## الاسهم المحمولة
الاسهم المحمولة هي سندات مالية، مع حامل مجهول يُعتبر من وجهة نظر القانون على أنه عضو كامل من الأعضاء المساهمين في الشركة ويتمتع بكافة الحقوق التابعة لذلك. هذه الوثيقة لا تحتوي على اسم المالك. الحقوق المذكورة في هذه الوثيقة تعود لحاملها. حامل هذا الإثبات يعتبر مالك هذا السهم. لا الشركة ولا رئيس اجتماع المساهمين ولا المدير، ولا أي. مسؤول أو أي شخص مخول آخر له حق معرفة ظروف الأوراق الثبوتية، أو التشكيك في صلاحيتها. مالك السهم هو الشخص الذي يمتلك شهادة ثبوتية بالسهم، الاسهم المحمولة يمكن نقلها بشكل بسيط عن طريق إعطائها بيد شخص آخر. لا يطلب القانون أي كتابة أو تأشيرات أو تواقيع على الورقة الثبوتية عندما تباع الاسهم المحمولة، تنتقل بواسطة مناولة الورقة من البائع (الحامل الأصلي للورقة الثبوتية) إلى المشتري. نقل هذه الاسهم يعني نقل الحقوق المتعلقة بها أيضًا. على النقيض، يحتوي السهم المسجل اسم وهوية صاحب السهم – فقط هذا الشخص، ولا يستطيع شخص غيره أن يكون مالك هذا السهم في الشركة. اسم المالك يسجل في سجل مساهمي الشركة (مالكو الأسهم المحمولة لا تُسجل أسماؤهم في سجل الشركة)، يجب توثيق أي نقل في هذه أسهم من مالك إلى آخر في ورقة قانونية (عقد بيع بين المشتري والبائع). ويجب ذكر المعلومات عن التغيير في ملكية الأسهم المسجلة في سجل الشركة أيضًا.